# Leipzigs voetbalkampioenschap 1943/44
In 1943/44 werd het elfde Leipzigs voetbalkampioenschap gespeeld. MSV Borna werd kampioen.

## Bezirksklasse
| Plaats | Club                         | Wed. | Saldo | Ptn.  |
| ------ | ---------------------------- | ---- | ----- | ----- |
| 1.     | MSV Borna                    | 16   | 60:28 | 28:4  |
| 2.     | LSV Brandis                  | 16   | 60:23 | 26:6  |
| 3.     | VfTuB 1905 Leipzig           | 16   | 46:30 | 20:12 |
| 4.     | FC Sportfreunde Markranstädt | 16   | 58:44 | 18:14 |
| 5.     | KSG SVgg/Arminia Leipzig     | 16   | 35:38 | 17:15 |
| 6.     | VfB Zwenkau 02               | 16   | 26:51 | 13:19 |
| 7.     | SC Wacker 1895 Leipzig       | 16   | 29:39 | 10:22 |
| 8.     | SV Viktoria 03 Leipzig       | 16   | 34:52 | 9:23  |
| 9.     | FC Sportfreunde 1900 Leipzig | 16   | 15:58 | 3:29  |

SpVgg 1899 Leipzig stopte tijdens het seizoen om een oorlogsfusie te vormen met TuRa 1899 Leipzig, dat in de Gauliga speelde.
|  | Kampioen |

## Kreisklasse

### Groep 1
| Plaats | Club                       | Wed. | Saldo | Ptn.  |
| ------ | -------------------------- | ---- | ----- | ----- |
| 1.     | Sportfreunde Neukieritzsch | 12   | 55:13 | 21:3  |
| 2.     | TV Borna 1844              | 12   | 30:16 | 18:6  |
| 3.     | Böhlen                     | 12   | 51:26 | 15:9  |
| 4.     | Espenhain                  | 12   | 30:40 | 13:11 |
| 5.     | Germania Zwenkau           | 12   | 25:19 | 9:15  |
| 6.     | FC Borna 1912              | 12   | 27:38 | 6:18  |
| 7.     | Blau-Weiß Deutzen          | 12   | 21:87 | 2:22  |

### Groep 2
| Plaats | Club                    | Wed. | Saldo | Ptn. |
| ------ | ----------------------- | ---- | ----- | ---- |
| 1.     | SV Pfeil Wahren         | 8    | 43:8  | 15:1 |
| 2.     | SV Oschatz              | 8    | 19:28 | 9:7  |
| 3.     | Leipziger BC 1893       | 8    | 23:17 | 8:8  |
| 4.     | SV Eintracht 04 Leipzig | 8    | 25:38 | 6:10 |
| 5.     | FC Wettin Wurzen        | 8    | 17:36 | 2:14 |

### Groep 3
| Plaats | Club                         | Wed. | Saldo | Ptn.  |
| ------ | ---------------------------- | ---- | ----- | ----- |
| 1.     | SG Lipsia/Reichsbahn Leipzig | 12   | 39:25 | 19:5  |
| 2.     | KSG Grimma                   | 12   | 35:26 | 16:8  |
| 3.     | Vf Rasensport Leipzig        | 12   | 47:34 | 14:10 |
| 4.     | MTV Wurzen                   | 12   | 35:20 | 12:12 |
| 5.     | ATV Liebertwolkwitz          | 12   | 22:31 | 10:14 |
| 6.     | Sportring 13 Leipzig         | 12   | 19:40 | 7:17  |
| 7.     | Olympia Schleußig            | 12   | 22:43 | 6:18  |

### Groep 4
| Plaats | Club                        | Wed. | Saldo | Ptn.  |
| ------ | --------------------------- | ---- | ----- | ----- |
| 1.     | SV 04 Groitzsch             | 16   | 91:21 | 29:3  |
| 2.     | ATV Thekla                  | 16   | 41:26 | 26:6  |
| 3.     | SC Marathon-Westens Leipzig | 16   | 51:21 | 23:9  |
| 4.     | KSG Tapfer/Mölkau           | 16   | 59:39 | 21:11 |
| 5.     | SV Corso 02 Leipzig         | 16   | 32:33 | 15:17 |
| 6.     | TSG Großzschocher           | 16   | 33:57 | 9:23  |
| 7.     | Union 08 Leipzig            | 16   | 20:57 | 9:23  |
| 8.     | BV Pegau                    | 16   | 32:49 | 6:26  |
| 9.     | Reichsbahn Gaschwitz        | 16   | 27:83 | 6:26  |

### Groep 5
| Plaats | Club                     | Wed. | Saldo | Ptn.  |
| ------ | ------------------------ | ---- | ----- | ----- |
| 1.     | VfL Olympia 1896 Leipzig | 14   | 58:14 | 26:2  |
| 2.     | Reichbsbahn Eilenburg    | 14   | 74:20 | 21:7  |
| 3.     | SV Südost Leipzig        | 14   | 52:42 | 17:11 |
| 4.     | SV Helios 02 Leipzig     | 14   | 32:28 | 16:12 |
| 5.     | Concordia Delitzsch      | 14   | 31:38 | 10:16 |
| 6.     | TSG Taucha               | 14   | 19:32 | 9:17  |
| 7.     | Stötteritz               | 14   | 30:65 | 7:21  |
| 8.     | Phönix Leipzig           | 14   | 19:76 | 4:24  |

### Groep 6
| Plaats | Club                | Wed. | Saldo | Ptn.  |
| ------ | ------------------- | ---- | ----- | ----- |
| 1.     | ATV Paunsdorf       | 12   | 39:25 | 19:5  |
| 2.     | TSG Lindenthal      | 12   | 61:33 | 14:10 |
| 3.     | Germania Lützschena | 12   | 22:17 | 13:11 |
| 4.     | Hanag               | 12   | 32:24 | 12:12 |
| 5.     | Gärnitz             | 12   | 30:26 | 11:13 |
| 6.     | Kickers Leipzig     | 12   | 31:38 | 10:14 |
| 7.     | Metallguß Leipzig   | 12   | 11:63 | 5:19  |